# 格吕斯
格吕斯（法語：Grusse，法語發音：[ɡʁys]）是法国汝拉省的一个旧市镇，属于隆斯勒索涅区。2017年1月1日，格吕斯和相邻的另外3个市镇合并为新市镇瓦勒索内特（Val-Sonnette）。

## 地理
格吕斯（46°35'55"N, 5°30'4"E）面积3.25 平方千米，位于法国勃艮第-弗朗什-孔泰大區汝拉省，该省份为法国东部内陆省份，北起上索恩省，西北接科多尔省，西临索恩-卢瓦尔省，南至安省，东与杜省和瑞士接壤。
与格吕斯接壤的市镇（或旧市镇、城区）包括：瑟桑塞、罗塔利耶、圣洛朗拉罗什、万塞勒。

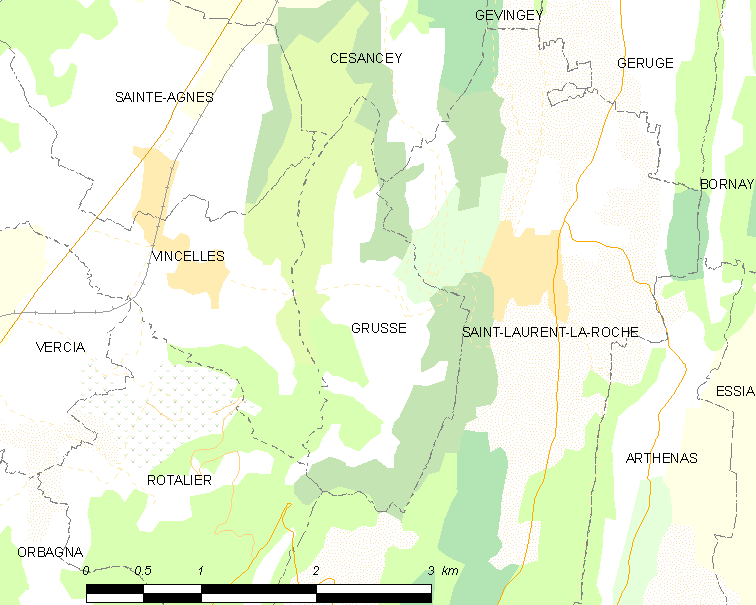
格吕斯的OSM定位图

格吕斯的时区为UTC+01:00、UTC+02:00（夏令时）。

## 行政
格吕斯的邮政编码为39190，INSEE市镇编码为39264。

## 政治
格吕斯所属的省级选区为圣阿穆尔县。

## 人口

1962-2008年间格吕斯人口变化图示

格吕斯于2018年1月1日时的人口数量为176人。